# Franz Adam von Brandis
Il conte Franz Adam von Brandis (18 luglio 1639 – 7 settembre 1695) è stato uno storico e numismatico austriaco.

## Biografia
Era figlio di Veit Benno, della linea tirolese dei Brandis, che l'imperatore Ferdinando III aveva innalzato al titolo di Reichsgraf il 24 marzo del 1654.
Franz Adam, ciambellano ereditario del Tirolo, signore di Mayenburg e Tisens, signore di Lanaberg e Forst, è stato uno scrittore molto attivo, nello spirito e nei gusti del suo tempo, e come Jacob Andrä von Brandis, un Brandis della generazione precedente, era appassionato alla storia della sua casa.
Nel 1674 apparse un suo lavoro storico-genealogico: „Fruchtbringender österreichischer Lorbeerzweig, das ist aller kürzeste Erzehlung der denkwürdigsten Begebenheiten...“ stampato da Joh. Weh, ad Augusta nel 1674, con una 2. edizione, sempre ad Augusta, del 1675.
Nel 1678 pubblicò due opere  „Fama austriaca ad cunas serenissimi Principis Leopoldi Caesaris augustissimi Regii filii advolands sive rerum austriacarum brevis narratio, collecta studio F. A. S. R. J. Com. a. Brandis“ a Bolzano con tavole  genealogiche e „Index Historiographorum„, un compendio della storiografia asburgica dell'Austria.
Il lavoro più noto e citato rimane „Deß Tirolischen Adlers Immergrünendes Ehren-Kräntzl. Contiene un'ampia cartografie del Tirolo e le armi dei vescovi e degli abati e moltissime altre informazioni.

## Opere
- Fama Austriaca ad cunas serenissimi principis Leopoldi caesaris ...
- Index Historiographorum
- Flammen der göttlichen Lieb
- Fruchtbringend oesterreichischer Lorbeer-Zweig
- Teutsches Münz-Recht
- Tirolischen Adels immergrünendes Ehren-Kräntzel